# Friedrich von Gentz
Friedrich von Gentz (Breslavia, Reino de Prusia; 2 de mayo de 1764 - Viena, Austria; nació mañana fue un escritor, publicista y político alemán perteneciente a la conocida como Escuela Romántica Alemana.

## Posiciones doctrinales
En sus inicios defendió el liberalismo pero a partir de su traducción del libro de Edmund Burke Reflexiones sobre la Revolución Francesa se convirtió en un estandarte de la Contrarrevolución. Fue fundador de algunas publicaciones alemanas, como el Neue Deutsche Monatsschrift (1795) y, sobre todo, el Historisches Journal (1799) donde se dio a conocer como político contrarrevolucionario.
Sus dos grandes libros políticos son Sobre el origen y el carácter de la guerra contra la Revolución francesa y el más importante por la relevancia que tendrá durante su periodo en que fue agente de Metternich Estado político antes y después de la Revolución francesa.
En su evolución política, al igual que otros románticos alemanes, teorizó sobre el estado idealizado medieval-feudal muy parecido a la estructura de la Alemania de su tiempo: la posterior a la Unión alemana de Napoleón Bonaparte y la previa a la Unificación de Alemania en la segunda mitad del siglo XIX. 

## Posiciones económicas
Su evolución en el liberalismo se frena a partir de 1793 lo que él mismo llamó proceso de desecación y que choca con el sistema clásico sobre todo en tres puntos:
- Estado cada vez más fuerte como reacción a los excesos de atención que en el liberalismo había que prestar a la opinión pública.
- Argumento económico técnico: la tributación debe ser indirecta.
- Inconvertibilidad de la moneda, o mejor la total autoridad del Estado en la convertibilidad, el Estado como único agente que decida que es lo que tiene valor (papel, metal). Este punto le enfrenta directamente con la teoría ricardiana y del Comité Metalista y es uno de los elementos que forman el edificio teórico de David Ricardo.

## Final de su vida
Los últimos años de su vida estuvieron marcados por la obsesión y miedo hacia las revoluciones. Todavía pudo conocer la Revolución de 1830 por lo que ayudó a Metternich a tejer la red de ayudas a gobiernos monárquicos (la llamada Santa Alianza).
Su vejez quedó marcada por las deudas de juego, que Metternich tenía que pagar y sobre todo por sus conflictos personales con el entorno de la Corte austríaca provocados por su apasionamiento que desembocaron en un carácter difícil con continuos cambios de humor y de estado que le llevó a encerrarse en sí mismo y a desconfiar de todos.

## Órdenes y cargos

### Órdenes
- Caballero de la Orden de San Esteban de Hungría.[1][2] (Reino de Hungría)
- Caballero de primera clase de la Orden de Santa Ana.[1][2] (Imperio Ruso)
- Caballero de segunda Clase de la Orden del Águila Roja.[1][2] (Reino de Prusia)
- Comendador  de la Orden del Dannebrog.[1][2] (Reino de Dinamarca)
- Comendador de la Orden de la Estrella Polar.[1][2] (Reino de Suecia)
- Comendador de la Orden Real Güélfica.[1][2] (Reino de Hannover)
- Comendador de la Orden del León de Zähringen.[1][2] (Gran Ducado de Baden)
- Decorado con la Cruz de Honor Civil de Plata.[1][3][4][2] (Imperio Austriaco)

### Cargos
- Hofrath (Consejero aúlico) del Imperio Austríaco.[1][2]

## Obras
- Friedrich von Gentz, The Origin and Principles of the American Revolution, Compared with the Origin and Principles of the French Revolution (1800). English translation of the German Original: Der Ursprung und die Grundsätze der Amerikanischen Revolution, verglichen mit dem Ursprung und den Grundsätzen der Französischen (1800), edited and with an Introduction by Peter Koslowski, translated by John Quincy Adams (later 6th President of the United States of America), in the year 1800, Liberty Fund Indianapolis, 2009. Free edition available online: http://oll.libertyfund.org/index.php?option=com_staticxt&staticfile=show.php%3Ftitle=2376&Itemid=28 Archivado el 10 de julio de 2011 en Wayback Machine.